# Haydom
Haydom è una circoscrizione mista (mixed ward) della Tanzania situata nel distretto di Mbulu, regione del Manyara. Conta una popolazione di 23 013 abitanti (censimento 2012).